# Rodolfo Lima
Pour les articles homonymes, voir Lima (homonymie) et Lopes.
Rodolfo Manuel Lopes Lima est un footballeur cap-verdien né le 5 mai 1980 à Cascais. Il évolue au poste d'avant centre.

## Biographie
Originaire du Cap-Vert, il joue en équipe nationale du Cap-Vert depuis 2006.
Rodolfo Lima a par ailleurs disputé 82 matchs en 1re division portugaise et inscrit 12 buts dans ce championnat.

## Carrière
| Saison  | Club             | Pays     | Matches | Buts |
| ------- | ---------------- | -------- | ------- | ---- |
| 2001-02 | Sporting Lourel  | Portugal |         |      |
| 2002-03 | FC Alverca       | Portugal | 19      | 5    |
| 2003-04 | FC Alverca       | Portugal | 33      | 10   |
| 2004-05 | CF Belenenses    | Portugal | 26      | 2    |
| 2005-06 | Gil Vicente FC   | Portugal | 24      | 0    |
| 2006-07 | Portimonense SC  | Portugal | 28      |      |
| 2007-08 | Vihren Sandanski | Bulgarie | 9       | 0    |
| 2008-09 | Vihren Sandanski | Bulgarie | 5       | 0    |